# Kittenberger Kálmán

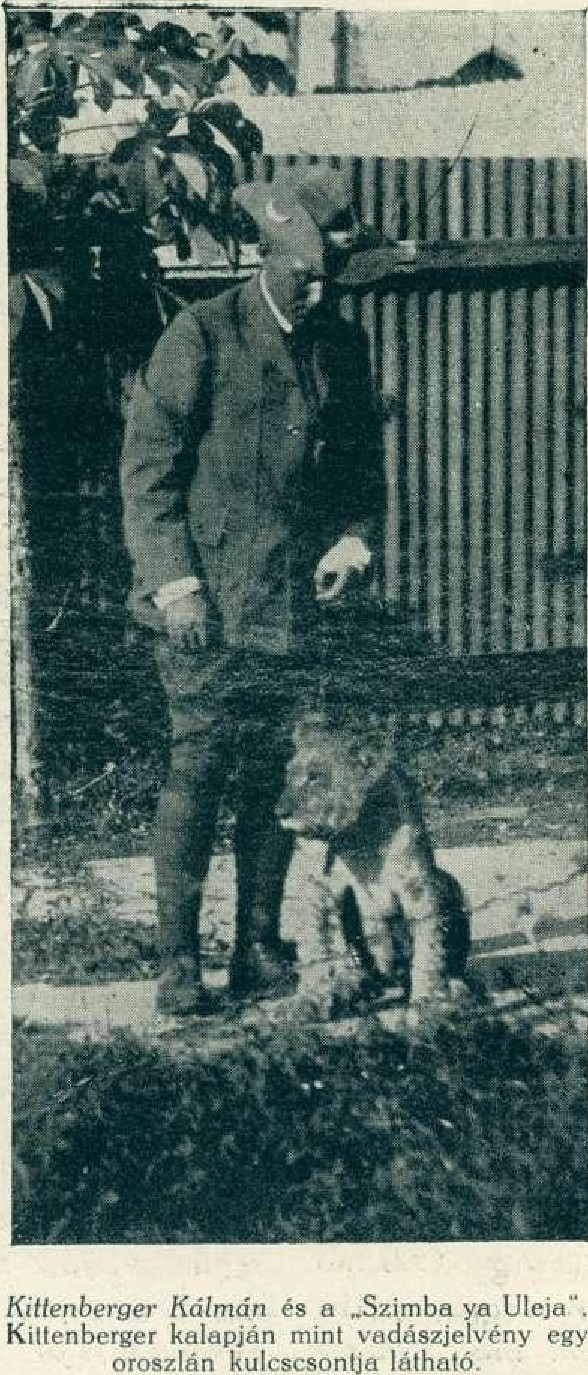
Kittenberger Kálmán egy oroszlánnal

Kittenberger Kálmán (Léva, 1881. október 10. – Nagymaros, 1958. január 4.) magyar Afrika-kutató, zoológus, tanár, vadász és természettudományi író. A magyar vadászirodalom klasszikusa, 1920–1948 között a Nimród vadászújság főszerkesztője.

## Ifjúkora
Szegény, nyolc gyermeket nevelő felvidéki római katolikus iparoscsaládba született. Apja Kittenberger Imre (1837–1915), cipész, anyja Hangyási Antónia (1841–1893) volt. Elemi és középiskolai tanulmányait szülővárosában végezte el. A gimnáziumból (részben anyagi, részben fegyelmi okból) a lévai tanítóképzőbe iratkozott át. Természetrajz tanára, Kriek Jenő tanította meg az állatok preparálására, az ő ajánlására kapott később segédpreparátori állást a Magyar Nemzeti Múzeumban, miközben a tanárképző főiskolát is látogatta. A családnak nem volt pénze a taníttatásra és olyan életet élt, hogy a nélkülözések miatt többször az öngyilkosság szélére sodoródott. Ebből kitörni úgy tudott, hogy önképzéssel szerzett tudást a trópusok élővilágáról, megismerkedett többek közt Herman Ottóval és Bíró Lajossal. A tanulmányai közben végzett segédpreparátori munkáját nem fizették meg, így nem tudta fenntartani magát, ezért félbe kellett szakítania tanulmányait és tanítói állást vállalt 1902 őszén Tatrang faluban, a hétfalusi csángók közt. Választása azért esett erre a vidékre, hogy legalább vadászszenvedélyének hódolhasson.

## Első afrikai útja
Először 1903-ban Damaszkin Arzén bácskai földbirtokos kísérőjeként járt Afrikában. Anyagi körülményei miatt az utazásra reménye sem lehetett, Madarász Gyula ornitológus azonban beajánlotta őt az Afrikába készülő Damaszkinhoz, akinek szüksége volt preparátorra. Damaszkin azonban csak az ott-tartózkodás költségeit fedezte, az utazásét nem. Szalai Imre közbenjárására a Nemzeti Múzeum biztosította számára a szükséges eszközöket és egy esztendei fizetést, cserébe Kittenberger gyűjteményeket ígért a Múzeumnak.
1903-ban érkeztek Mombasa kikötőjébe, innen az új Uganda vasúton utaztak a szárazföld belseje felé, majd fárasztó gyalogút következett. Damaszkin rövid idő múltán visszatért, de felszerelését társa számára hátrahagyta. Egyedül e körülmény folytán maradhatott Afrikában. Kittenberger maláriától szenvedve gyalogolt 140 kilométert, Moshiba már súlyos állapotban érkezett, de túlélte a kórt, és már lábadozásának heteiben állatminták gyűjtésébe kezdett. Ezután bennszülött vezetőkkel hosszú vadászutakat tett Tanganyika (ma: Tanzánia), a mai Kenya és Uganda vadonjaiba. Gyakran napokig követte az elefántcsordákat, hogy megfigyelje őket.
Mivel itthonról nem kapott segítséget, Kittenberger gyakran került olyan helyzetbe, hogy bőröket és trófeákat kellett eladnia. Többször került életveszélybe, egy ízben például egy rátámadó oroszlán a földre döntötte, és csak nagy szerencsével szabadult, sebekkel borítva. Kötszereit az előző napon kénytelen volt elcserélni. Sérült, lecsüngő ujjpercét levágta, és elküldte a Nemzeti Múzeum igazgatójának, hogy a rajta lévő arzénnyomokat látva az megbizonyosodjék róla: Kittenberger folytatja a gyűjtést és preparálást.
Az 1904. június 11-ei oroszlántámadást követően Kittenberger Moshiba kerül, ahol azonnal megkezdik súlyos sebeinek ellátását. Másnap érkezik meg a mambai protestáns misszió orvosa dr. Hermann Plötze, aki az elhanyagolt sebek szakszerű ellátását elvégezte. Mivel azonban teendői visszaszólítják eredeti székhelyére, magával viszi Kittenbergert is. A Marangu melletti misszióban tölti a következő mintegy két és fél hónapot. A misszióba került betegekről, feljegyzések készültek, így Kittenbergerről is, amelyet eredetiben a Frankesche Stiftungen zu Halle őriz. Munkáját ekkor csak több hónapos ápolás után tudta folytatni.
Az oroszlánnal történt találkozását így mesélte el: 
„A Lettima-hegyek alól, súlyosan megsebesülve, tizenkét nehéz és sok apró sebtől és nagy vérveszteségtől elgyengülve hoztak a másszaiak Mosiba. Június 11-én reggel leütött egy oroszlán. Mindez nem történt volna, ha puskám a második lövésre nem mond csütörtököt, midőn a meglőtt oroszlán támadott, és közelre kellett várnom, mert a magas fűben nem láttam. Irtózatos küzdelem volt ez, és senki sem volt a közelben. Végre bal kezemmel elkaptam a nyelvét, s azt erősen megrántottam. Ez a bestiát annyira zavarba ejtette, hogy volt időm a rossz patront kirántani, ismételni, s az ellenfelemet szembe lőni".
Dr. Hermann Plötze feljegyzéseiben így számolt be:
„Ebben az időben a vendégszobáink majdnem mindig foglalva voltak. Június közepétől augusztus elejéig Kittenberger úr egy Magyar, aki a Magyar Nemzeti Múzeumnak gyűjt, nálunk volt páciens. Több ideje már a Litema-hegyekben tartózkodott, ahol madarakat preparált stb. Miután vadállatokkal már több kalandot átélt, június közepén egy oroszlán leteperte és hét helyen megsebesítette. A jobb kezének középső ujja majdnem félig le volt harapva. ő saját maga egy borotva kés segítségével levágta a lelógó ujjpercet. Miközben az oroszlán alatt feküdt mégis sikerült neki a puskájával egy halálos lövést annak szemébe leadni. Mivel Moshiban nem volt jelen a katonai orvos (törzsorvos Dr. Phillips távozása után) megkérték Dr. Plötzet, hogy lássa el a beteget, amely közben megérkezett Moshiban. Ő ott megvizsgálta és bekötötte sebeit, azután átszállíttatta ide ahol a sebek aztán viszonylag elég gyorsan begyógyultak, illetve jobbak lettek. Még nem távozott tőlünk (július 20.-án) amikor egy újabb páciens érkezett hozzánk...".

## Későbbi útjai
Ezzel együtt 6 alkalommal összesen 16 évet töltött ott. Több, mint 60 000 példányból álló anyaggal gazdagította a Magyar Nemzeti Múzeum állattani gyűjteményeit. Ez a gyűjtemény mintegy 300 új állatfajt tartalmazott, amiből közel negyvenet Kittenbergerről neveztek el. 1903-1906 között azokat a területeket járta be a Kilimandzsáró vidékén, ahol másfél évtizeddel korábban Teleki Sámuel járt. 1906-1907-ben járt Tanzániában. Etiópiában a tudományosan szinte teljesen feltáratlan Danakil-földön végzett kutatásokat. 1908 és 1912 között a Viktória-tó keleti partvidékén, míg a világháborút megelőző két esztendőben Ugandában és Belga Kongóban gyűjtött és vadászott.
Az első világháború idején a brit hatóságok internálták, mint ellenséges állam polgárát. Öt évet töltött Indiában hadifogolytáborban. Vadászfegyvereit, felszerelését, gyűjteményét elkobozták, ezek végleg elvesztek. Indiai hadifogságából 1919-ben szabadult. Hazatérése után egy évig a Nemzeti Hadseregben szolgált, majd 1920 tavaszán Nagymarosra költözött és a Nimród című vadászújság szerkesztője és több természettudományi szaklap munkatársa lett. 1921. szeptember 6-án Budapesten, 40 évesen az addig agglegény Kittenberger Kálmán feleségül vette Kovács Líviát (1894–1973), dr. Kovács Ödön (1844–1899), budapesti ügyvéd, és Hermann Konstancia (1857–1926) lányát, akitől már nem született gyermeke.
1929-től a Nimród című folyóirat tulajdonosa lett. Afrikai kutatásai idején közvetlen kapcsolatban állt a hazai természettudomány legnevesebb képviselőivel, kiterjedt levelezést folytatott velük. Ezek a levelek ma már tudománytörténeti források. E szempontból különösen jelentős és életének alakulására is döntő befolyással bírt Kovács Ödön (1886–1916) amatőr zoológussal folytatott tudományos információcseréje.
Tizenkét esztendő után, 1925–26-ban utazhatott újra Kelet-Afrikába. Ugandában, a Ruwenzori-hegység körüli őserdőkben vadászott a Magyar Nemzeti Múzeum számára. 1928–29-ben ismét felkereste Uganda nyugati területeit, utolsó vadász- és gyűjtőútján a nagyvadak és madarak életét tanulmányozza. Több mint 60 000 darabból álló gazdag gyűjteményt hozott a Nemzeti Múzeumnak, benne 300 új állatfaj példányaival, ezek közül mintegy negyvenet róla neveztek el.
1930-ban sikertelenül pályázott a Fővárosi Állat- és Növénykert igazgatói állására.
Kittenberger 28 éven át, 1948-ig szerkesztette a Nimród c. folyóiratot, közben a marosvásárhelyi Vadász Újságban is publikált. 1948-ban a politikai hatalom félreállította. Még vadászfegyverét is elvették. Jövedelem és lakás nélkül maradt. Ekkor Kovács Ödönnek, Abesszíniában tragikus körülmények közt elhunyt vadásztársának családja adott neki szállást Nagymaroson, a következő években itt dolgozott (Balázs Dénes könyve szerint már 1920-ban Nagymarosra költözött és 1921-ben feleségül vette Kovács Ödön húgát, Líviát).
Az 1956-os forradalom utcai harcai nyomán a budapesti Nemzeti Múzeum épületében tűz ütött ki, amely elpusztította az Afrika-gyűjteményt. Kittenberger Kálmán itt őrzött gyűjtésének nagy része megsemmisült, a Széchenyi Zsigmonddal közös trófeagyűjteménnyel együtt. A veszteséget óriási szerencsétlenségként élte meg.
1956 után Kittenbergert rehabilitálták, több könyve és elbeszélése megjelenhetett, de a fő hivatásának tartott munkájához, a Nimród szerkesztőségébe már nem tért vissza. Írásaiban a vadászati szakszempontok mellett különös figyelmet fordított a természeti közeg, az afrikai népek életmódjának, szokásainak és társadalmának részletes ismertetésére. Munkáinak e sajátossága Kittenbergert Afrika tudós kutatóinak sorába emeli. 1958-ban hunyt el nagymarosi otthonában.

## Emlékezete

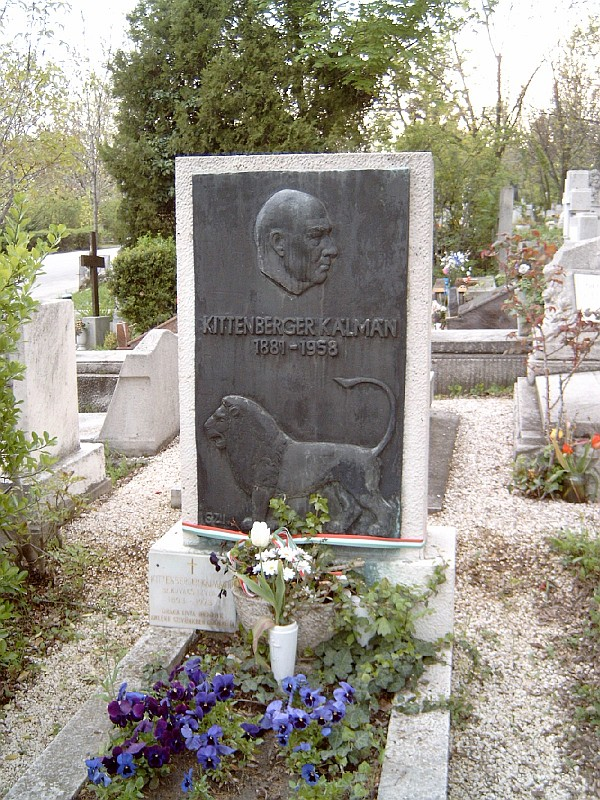
Kittenberger Kálmán sírja Budapesten. Farkasréti temető: 30/1-3-1. Szabó Iván alkotása

Kittenberger Kálmánnak Nagymaroson volt egy nyaralója, amit Sylvia Laknak hívnak ma. A ház mögötti hegyoldalban van eltemetve kedvenc vadászkutyája, Szikra, sírkövének felirata máig olvasható. A Sylvia Lak a Kittenberger Kálmán utca 20. alatt található, jelenleg lakóház. Mögötte egy meghagyott 3-4 méter magas fatönk látható, a tetején Kittenberger Kálmán fából készült mellszobrával. Az önkormányzat tervei közt szerepel e ház múzeummá való átalakítása. A nagymarosi Fő téren áll egy az 1970-es években készült Kittenberger Kálmán-mellszobor is.
Halálának évében, 1958-ban a megnyitották a veszprémi vadasparkot, amely Kittenberger Kálmán nevét vette fel. A bejárat előtt felállították a névadó bronz mellszobrát R. Kiss Lenke alkotását. Kittenberger Kálmán a Szlovákiai Magyar Cserkészszövetség lévai csapatának névadója, és róla neveztek el a lévai vár közelében egy utcát is. 1981-ben, születésének 100. évfordulóján a Magyar Posta 5 Ft névértékű bélyeget adott ki Kittenberger arcképével, melyet Gál Ferenc tervezett.
Balatonedericsen a Nagy Endre Vadászklub emléktáblát állított neki. Fekete István könyvet szentelt a nagy vadásztársnak, mely Kittenberger Kálmán élete címmel jelent meg. Életéről a Magyar Televízió 1997-ben – a „Magyarok Cselekedetei” sorozat keretében – rövid dokumentumfilmet mutatott be, amelynek szerkesztője, rendezője és operatőre Sáfrány József, gyártásvezetője Vári Péter volt.
Léván a vár melletti utca viseli nevét, a Koháry utcában pedig születésének 130. évfordulóján emléktáblát avattak. 2021-ben mellszobrot avattak a városban.
Kittenberger Kálmán afrikai életútját kutató alapítvány a tudományos munkásságát próbálja feltárni. 2018-ban e célra külön honlap is indult. 2019-ben pedig Schwarzmayer Christian kutatómunkájának köszönhetően lefordításra került a Mambai misszió – naplórészlet 1904-ből.
Megérte az 1956-os múzeumi tűzvészt, amiben lényegében teljesen elpusztult minden általa gyűjtött madár, vagyis mintegy 2500 preparált példány. A tűz martaléka lett az összes általa hazahozott hüllő és kétéltű — mintegy 1000 darab. Szerencsére a gyűjtéseiből való igen értékes rovar és egyéb gerinctelen anyag legnagyobb részben megmaradt, s így mintegy 26 ezer Coleoptera (az ebből leírt, tudományra nézve új fajok száma 60 körül van), 12-13 ezer Homoptera-Hemiptera (45 új faj), 6600 Hymenoptera (80 új faj), 7 ezer Diptera (35 új faj), félezer Orthoptera, hatszáz Lepidoptera, 3 ezer Arachnoidea (60 új fajjal) található gyűjteményeinkben. Az új fajok egy részét természetesen gyűjtőjükről nevezték el. Kittenberger akarata ellenére azonban nevét önkényesen mind a leltárkönyvekben, mind a fajleírásokban gyakran Katona Kálmánra magyarosították.

## Művei
- Vadász- és gyűjtőúton Kelet-Afrikában. 1903–1926; előszó nagybányai Horthy Jenő; Franklin, Bp., 1927
- A megváltozott Afrika (1930, Budapest)
- Kelet-Afrika vadonjaiban (1955, Budapest)
- Vadászkalandok Afrikában (1955, Budapest)
- A Kilima-Ndzsárótól Nagymarosig; sajtó alá rend. Czibor János; Ifjúsági, Bp., 1956
- Oroszlánkaland Afrikában; Ifjúsági, Bp., 1956 (Szivárvány kiskönyvtár)
- Utolsó afrikai vadászatom; sajtó alá rend. Véber Károly; Gondolat, Bp., 1969
- Afrikai vadászemlékek. Válogatás Kittenberger Kálmán, Mészáros Kálmán írásaiból; vál. Véber Károly; Gondolat, Bp., 1970
- Afrikai vadászkönyv; Szépirodalmi, Bp., 1986 (Kentaur könyvek)
- Kalandor vadászok – vadászó kalandorok. Elbeszélések, karcolatok, vadászélmények, állatportrék; összegyűjt., szöveggond. Nagy Domokos Imre, szerk. Tordai Gábor; Nimród, Bp., 2005
- Első elefántom; vál., szerk., utószó Horváth József; Lazi, Szeged, 2010